# Мисикс и разрушение
«Мисикс и разрушение» (англ. Meeseeks and Destroy) — пятый эпизод первого сезона американского мультсериала «Рик и Морти». Сценарий к эпизоду написал Райан Ридли, режиссёром выступил Брайан Ньютон.
Название эпизода отсылает к песне Metallica «Seek and Destroy».
Премьера эпизода состоялась 20 января 2014 года в блоке Adult Swim на Cartoon Network. Эпизод посмотрели около 1,6 миллиона зрителей во время выхода в эфир.

## Сюжет
После особенно травмирующего приключения Морти заключает пари с Риком, что он возглавит своё собственное приключение. Когда остальные члены семьи Смитов спрашивают Рика о решении нескольких людских проблем, он даёт им коробку с Мисиксами, устройство, способное вызывать синих гуманоидов по имени «Мистер Мисикс». Эти существа живут в боли, пока не выполнят первое указание, которое им дано; как только оно будет завершено, они исчезнут. Рик предупреждает семью, чтобы их задачи были простыми.
Джерри вызывает Мисикса и просит его помочь ему научиться играть в гольф, что оказывается невыполнимой задачей. В попытке исполнить своё предназначение, Мисикс Джерри вызывает других Мисиксов. Вскоре Мисиксы решают, что их единственная надежда — убить Джерри. Орда вооружённых Мисиксов нападает на ресторан и берёт заложников, чтобы заставить Джерри выйти. Джерри почти выходит, но Бет вдохновляет и поощряет его попробовать свои силы в гольф в последний раз. Джерри использует оторванный кусок стеллажа и помидор, чтобы показать, что его игра улучшилась, и все довольные Мисиксы перестают существовать.
Морти и Рик прибывают в средневековый фантастический мир, чтобы начать своё приключение. Они останавливаются в бедной деревне, которая просит их помочь украсть сокровище великана, чтобы собрать деньги. Морти и Рик поднимаются по гигантскому бобовому стеблю в мир гигантов, но в результате несчастного случая их арестовывают за убийство гиганта. Их судят на суде гигантов, но оправдывают по формальным причинам.
Герои останавливаются в таверне, чтобы выпить, где Морти противостоит Рику из-за его негатива, прежде чем отправиться в уборную. Там он встречает мистера Желатина, поначалу дружелюбного существа, который пытается его изнасиловать. Морти сопротивляется, явно потрясённый этим. Тем временем Рик начинает получать удовольствие, выигрывая приличную сумму денег в карты. Морти умоляет Рика пойти домой и признаёт, что проиграл пари. Рик видит, как побитый мистер Желатин выходит из уборной, и, понимая, что произошло, поднимает настроение Морти, отдав свой выигрыш бедным сельским жителям. Жители деревни объявляют Рика и Морти героями и просят их остаться и встретиться с их королём: мистером Желатином. Морти быстро убеждает Рика открыть портал, чтобы уйти; Рик делает это, затем стреляет через него и убивает Желатина.
В сцене после титров двое жителей деревни находят компрометирующие фотографии в сейфе короля Желатина, но сжигают его, чтобы сохранить наследие короля в неприкосновенности. По мнению одного из них, это к лучшему.

## Производство

### Разработка
Джастин Ройланд утверждал, что идея эпизода возникла, когда, разочарованный ходом сценарной сессии, он предложил ввести персонажа, бубнящего «Я Мистер Мисикс, посмотрите на меня!» и концепция эволюционировала в эпизод.

## Отзывы
Зак Хэндлен из The A.V. Club дал эпизоду оценку A-, заявив, что у него «[возможно, был] самый странно оптимистичный финал шоу на данный момент». Дэвид Роа из Dead Screen дал эпизоду 9,1 балла из 10, отметив его великолепный сюжет и возможность повторного просмотра. Уильям Манзо из Junkie Monkeys дал смешанный обзор, заявив, что, хотя это был не лучший эпизод сезона, он был далеко не худшим. Den of Geek дал эпизоду оценку 5/5, рецензент Джо Матар сказал, что этот эпизод является хорошим вызовом концепции приключения.